# Zdenek Konvalina
Zdeněk Konvalina (* 23. února 1979 Brno) je český tanečník.

## Kariéra
Narodil se v Brně jako jedno z dvojčat a vystudoval tamní taneční konzervatoř. Už tehdy dostal několik pozvání účinkovat v Národním divadle v Brně v baletech Labutí jezero, Don Quixote, Giselle nebo Romeo a Julie. Při studiích ho ovlivnila zkušenost s videonahrávkami Rudolfa Nurejeva a Michaila Baryšnikova. Po absolutoriu nastoupil do Národního divadla moravskoslezského v Ostravě, kde se během jediného roku stal sólistou. V roce 2001 absolvoval několik vystoupení na gala v Severní Americe, kam ho dostal kanadský choreograf Eddie Toussaint, a pod jeho vedením se zúčastnil i Mezinárodní baletní soutěže v Helsinkách, kde vyhrál kategorii dospělých tanečníků. Tím na sebe definitivně strhl pozornost i ze zahraničí.
Dostal nabídku nastoupit od tehdejšího šéfa Houstonského baletu Bena Stevensona jako první sólista a navzdory zdravotním potížím s kolenem zůstával pro Stevensona klíčovým tanečníkem. Zaujal i média, v roce 2002 recenzentka Chronu označila debut Zdenka Konvaliny a Sary Webbové v hlavních rolích Manon v choreografii Kennetha MacMillana za „senzační“ a kritička Houston Press o jeho tančení v baletu Louskáček napsala, že má „nejkrásnější nohy, které byly na scéně v Houstonu vidět od doby, co Carlos Acosta odešel do Londýna“. V Houstonu pak Konvalina působil až do roku 2006. Se souborem se rozešel ve zlém, když obvinil šéfa souboru Stantona Welche z „nežádoucích sexuálních návrhů“. První interní šetření proběhla v roce 2005, po nichž Nadace Houstonského baletu Welchovu vinu odmítla, v roce 2006 pak prezident baletní nadace Jay Jones obvinění označil za nepodložená. Konvalina později tvrdil, že odchod z Houstonu chystal i bez ohledu na tyto události a uvažoval o návratu do Evropy.
Konvalina se ale stal prvním sólistou Kanadského národního baletu. I v Torontu byl Konvalina hvězdou, která vystupovala v premiérách, jako byly Racek, In the Night, Glass Pieces, Other Dances, Chroma nebo Ruské sezóny. V americké premiéře Alenky v říši divů Christophera Wheeldona tančil hlavní roli Jacka/Srdcového spodka. Maina Gielgudová, v jejíž inscenaci Giselle Konvalina v Houstonu tančil prince Albrechta, o něm v roce 2010 řekla: „Zdenek je skutečný danseur noble ve světě, kde byl tento pojem už téměř zapomenut.“ V roce 2011 své angažmá v Kanadském národním baletu přerušil, ale zůstal hostujícím sólistou, a tak se např. vrátil v roce 2012, aby tančil ve Spící krasavici, Chromě a v Béjartově Písni potulného tovaryše.
V roce 2011 se stal prvním sólistou Anglického národního baletu, v té době spojeného se jménem primabaleriny Darii Klimentové. V jeho řadách vytvořil hlavní role např. v baletech Labutí jezero, Louskáček, Spící krasavice, Manon nebo Apollo. Za výkon v Apollovi obdržel prestižní Národní taneční cenu organizace kritiků Critics' Circle za vynikající mužský taneční výkon. V září 2014 oznámil svůj odchod s tím, že se chce zaměřit na další umělecké zájmy.
Jako host vystoupil Konvalina na mnoha dalších scénách včetně Prahy, Bratislavy, Tokia, Havany, Mnichova nebo Amsterodamu.

## Styl
Za své vzory Konvalina označuje Baryšnikova a zejména Rudolfa Nurejeva. Upřednostňuje klasický balet, proto také zvolil angažmá v Kanadském národním baletu, když tam nastoupila jako umělecká ředitelka Karen Kainová, Nurejevova bývalá partnerka. K Nurejevovi byl přirovnáván už i během svého angažmá v Houstonu, Linda Howeová Becková z Montreal Gazette a Dance Magazine o něm napsala: „Je zvláštně podobný Nurejevovi. Má stejnou jevištní prezentaci, přesvědčivou, noblesní.“ Vynikl také v neoklasických choreografiích George Balanchina, MacMillana nebo Fredericka Ashtona a dalších a zaujal i v ryze moderních dílech Kainové předchůdce v Torontu Jamese Kudelky či Williama Forsythea.
Nejoblíbenějšími Konvalinovými rolemi jsou Des Grieux v Manon, Kosťa v Rackovi Johna Neumeiera a Romeo.